# La bolla di componenda
La bolla di componenda è un saggio storico scritto da Andrea Camilleri e pubblicato dall'editore Sellerio nel 1993.

## Contenuto dell'opera
(Dal risvolto di copertina de La bolla di componenda)
(Dalle lettere Sulla pubblica sicurezza in Sicilia del professor Giuseppe Stocchi (1874) in Andrea Camilleri, La bolla di componenda, Palermo 2006, pag.85)
La "componenda" vale a dire "le cose che si devono o possono comporre" era un'antica tradizione siciliana di compromesso, una transazione, tra le istituzioni e il malaffare e «lo Stato italiano quando venne [nel Meridione] si aggiustò a questa pratica tradizionale, con il brigantaggio, con la mafia e con i tanti prepotenti» (A. Camilleri, op.cit.).
Il nuovo stato comportò esattamente all'opposto di uno stato di diritto che in nome della legge non deve scendere a composizioni, aggiustamenti o compromessi magari dichiarando, com'è accaduto in tempi recenti, da parte di alte istituzioni statali, che bisogna imparare a convivere con la mafia stipulando con essa come un tacito accordo.
Questo modo di pensare e di comportarsi da parte dell'autorità laica in effetti dice Camilleri risaliva a una tradizione religiosa dove la componenda era «una tassa in favore del clero sul delitto, è una partecipazione al furto e un furto esso stesso» (G.Stocchi, op.cit.). Una tassa stabilita secondo un catalogo che andava «dalla corruzione all'abigeato, dalla falsa testimonianza alla circonvenzione d'incapace, tutto catalogato e prezzato.» (Ibidem), che offriva in cambio della somma versata l'assoluzione del colpevole. In questo modo si chiedeva il tenente Generale Casanova, Commissario governativo a Palermo dal 1875 «fino a che punto un uomo che ha commesso un reato ma che ha la coscienza a posto in virtù di una speciale concessione della Chiesa, può definirsi e sentirsi colpevole?» (A.Camilleri, op.cit., pag. 60).
Alcuni potrebbero pensare, aggiunge Camilleri che la componenda fosse una sorta di indulgenza, una «bullailochisanti», come dicevano sua madre e sua nonna intendendo la «Bolla dei luoghi santi», alludendo alle antiche indulgenze di cui godevano coloro che avevano partecipato alla liberazione e conservazione dei luoghi santi. Anche di questo tipo di bolle la Chiesa in seguito ne fece commercio ma presso la tradizione siciliana la bulla invece aveva ben altro valore e potere rispetto alla bolla di componenda.
Quello che accomunava i due tipi di bolle era che venivano vendute ambedue in chiesa e in particolari periodi dell'anno, quella d'indulgenza nel periodo pasquale e quella di componenda in quello delle feste natalizie.
La "Bolla dei luoghi santi" Camilleri la descrive come un foglio scritto e riccamente illustrato con le vedute dei luoghi santi e i riconoscimenti dei papi riguardo alle virtù spirituali della bolla che però veniva venduta dai frati non come concessione d'indulgenza – il che è vietato dalle disposizioni ecclesiastiche – ma come segno di appartenenza alla "Figliolanza", una pia associazione per la quale «i fedeli che annualmente acquistano la santa Figliolanza partecipano a tutti i benefici spirituali … si fanno degni di ottenere da Dio il perdono dei loro peccati … e portandola addosso … possono essere liberati dai flagelli della divina Giustizia.» (A.Camilleri, op.cit., pag.39)
Ora i flagelli della divina Giustizia si manifestano in carestie, terremoti ecc. quindi chi avesse avuto una bullailochisanti con un pezzetto di questa lanciato al vento poteva procurarsi la salvezza dai cataclismi naturali.

## Edizioni
- Andrea Camilleri, La bolla di componenda, 38ª edizione[2], collana La memoria, Sellerio, 2004,  pp. 108, cap. 18, ISBN 88-389-1368-4.